# Rechberg (Beratzhausen)
Rechberg ist ein Gemeindeteil des Marktes Beratzhausen im Landkreis Regensburg in Bayern. Das Kirchdorf Rechberg war bis 1972 Namensgeber der Gemeinde Rechberg mit Sitz in Buxlohe.

## Geschichte
Rechberg war Teil der Herrschaft Ehrenfels, die 1568 dem Fürstentum Pfalz-Neuburg einverleibt wurde. Die katholische Wallfahrts- und Filialkirche Mariä Heimsuchung ist im Kern gotisch, barocke Umbauten erfolgten ab 1716. 1777 wurde der Ort bayerisch. Die Gemeinde Rechberg entstand mit dem bayerischen Gemeindeedikt von 1818. Sie umfasste die Orte Buxlohe (der Gemeindesitz), Engelthal, Hölzlhof, Katharied, Mitterbügl, Neuhöfl, Neuhof, Oberbügl, Oberlichtenberg, Paarstadl, Puppenhof, Rauhbügl, Rauschhof, Rechberg, Ritzhof, Seelach, Sinngrün, Unterlichtenberg und Zehenthof. Am 1. Januar 1972 wurden die Gemeinden Rechberg und auch Mausheim im Zuge der Gemeindegebietsreform nach Beratzhausen eingemeindet.

## Sehenswürdigkeiten
In der Liste der Baudenkmäler ist die katholische Wallfahrts- und Filialkirche Mariä Heimsuchung aufgeführt. Das Patrozinium der Kirche wird jährlich am 2. Juli gefeiert, was heute noch Anlass zu Wallfahrten von Gläubigen vorwiegend aus Beratzhausen, Kallmünz, Hohenfels und Lupburg ist.